# Nationaler Übergangsrat

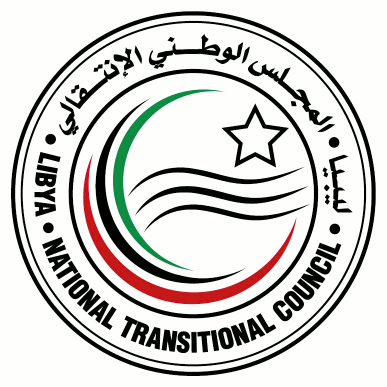
Siegel des Übergangsrates

Der Nationale Übergangsrat  (tamazight: Amqim n wamur n Libya, arabisch المجلس الوطني الانتقالي, DMG al-maǧlis al-waṭanī al-intiqālī) war ein am 27. Februar 2011 gegründetes Gremium von Aufständischen im Ersten Libyschen Bürgerkrieg und ab dem 16. September 2011 die offizielle Vertretung Libyens. Er hatte seinen Sitz in Tripolis.
In der Nacht zum 9. August 2012 übergab der Übergangsrat die Macht an den Nationalkongress, welcher aus der Wahl vom 7. Juli 2012 hervorgegangen war.

## Funktion
Seit der ersten Sitzung am 5. März 2011 im Justizpalast von Bengasi besteht dieses politische Gremium der Opposition gegen die bisherige Regierung in Libyen aus 40 Mitgliedern. Der Rat setzt sich, soweit bekannt, aus übergelaufenen Diplomaten, ehemaligen Funktionären der Regierung von Muammar al-Gaddafi,  Angehörigen des früheren Königshauses und langjährigen Oppositionellen zusammen. Vorsitzender des Rates ist der frühere Justizminister Mustafa Muhammad Abd al-Dschalil.
Der Rat führt seine Legitimität auf Volkskomitees bzw. städtische Räte zurück, die von den Revolutionären des 17. Februar in den Städten Libyens gebildet worden waren, in denen die Aufständischen die Kontrolle übernommen haben.
Der Rat versucht, im Osten des Landes den Aufbau einer Zivilverwaltung und eigener militärischer Strukturen zu organisieren. Eines der wichtigsten Ziele des Rates bestand in der Einrichtung einer Flugverbotszone über Libyen. Die Entsendung ausländischer Bodentruppen zur Beendigung des Konflikts lehnt der Rat laut dessen Sprecher, Abdul Hakim Ghoga, jedoch ab. Der Sicherheitsrat der Vereinten Nationen entsprach dieser Forderung am 17. März 2011 durch Annahme der Resolution 1973, woraufhin ein internationaler Militäreinsatz in Libyen begann.

## Selbsterklärte Ziele
Am 29. März 2011 veröffentlichte der Rat die Grundsatzpositionen seiner „Vision eines demokratischen Libyens“: eine neue Verfassung, die Gründung politischer Parteien, freie und faire Parlamentswahlen und Grundrechte für jeden Staatsbürger. Außerdem verpflichtete der Rat sich zu religiöser Toleranz und zu friedlichen Beziehungen mit seinen Nachbarstaaten. Der Rat distanzierte sich ausdrücklich von Rassismus, Diskriminierung, religiösem Extremismus und Terrorismus.
Der Übergangsrat strebte weiterhin die Übernahme des libyschen Sitzes in der UN-Generalversammlung an, der aktuell (Stand: September 2011) von UN-Botschafter Abdel Rahman Shalgham, einem noch von der gestürzten Gaddafi-Regierung eingesetzten Vertreter, besetzt wird. Die Mitglieder der Generalversammlung stimmten am 16. September 2011 mit 114 zu 17 Stimmen bei 15 Enthaltungen für den Antrag, die vom Übergangsrat benannten Vertreter als Repräsentanten Libyens anzuerkennen.

## Erste Zusammensetzung des Übergangsrates
Der Nationale Übergangsrat bestand während des Bürgerkriegs nach eigenen Angaben aus 33 Mitgliedern, von denen 14 namentlich bekannt waren.
- Mustafa Abd al-Dschalil (Vorsitzender des Übergangsrates, trat am 21. Februar 2011 von seinem Amt als libyscher Justizminister zurück)
- Abdul Hakim Ghoga (stellvertretender Vorsitzender und Sprecher des Rates, Vertreter der Stadt Bengasi)
- Fathi Terbil (Repräsentant der Jugend)
- Omar El-Hariri (Militärische Angelegenheiten)
- Ahmed al-Senussi (Verwandter des ehemaligen Königs Idris, plante bereits 1970 einen Staatsstreich gegen Gaddafi, Repräsentant der politischen Gefangenen)
- Fathi Baja (Politische und internationale Angelegenheiten, Vertreter der Stadt Bengasi)
- Salwa Fawzi El-Deghali (Rechtsangelegenheiten, Repräsentantin der Frauen).
- Abdelallah Musa el-Myehob (Vertreter der Region al-Quba)
- Ahmad Abduraba al-Abaar (Wirtschaft)
- Aschur Hamed Burasched (Vertreter der Stadt Darna)
- Otman Suleiman el-Meghyari (Vertreter der Region al-Butnan)
- Suleiman al-Fortiya (Vertreter der Stadt Misrata)
- Mohamed al-Muntasir (Vertreter der Stadt Misrata)
- Abdul Karim Basama (Generalsekretär)

### Exekutivrat
Der Übergangsrat gründete am 5. März 2011 einen Exekutivrat mit fünf Ressorts, der Regierungsaufgaben übernehmen sollte:
| Vorsitz                     | – Mahmud Dschebril Ibrahim el-Werfali, ehemaliger Vorsitzender des Nationalen Planungsrats und des Ausschusses für Wirtschaftliche Entwicklung |
| Außenpolitik                | – Ali al-Essawi aus Bengasi, ehemaliger libyscher Botschafter in Indien und ab 2007 Mitglied des Allgemeinen Volkskomitees                     |
| Streitkräfte und Sicherheit | – Omar El-Hariri, nach einem Putschversuch gegen Gaddafi 1975 wurde er 1990 begnadigt                                                          |
| Finanzen, Wirtschaft und Öl | – Ali Tarhuni, Wirtschaftsprofessor in den USA, zurückgekehrter Exil-Libyer                                                                    |

Nachdem am 28. Juli 2011 der militärische Führer Abdel Fattah Yunis aus den eigenen Reihen erschossen wurde, löste der Präsident des Nationalen Übergangsrats, Mustafa Abd al-Dschalil, den Exekutivrat Anfang August 2011 auf.

## Politisches Handeln des Rates

### Streitkräfte
Berichten zufolge erhält der Rat von verschiedenen Seiten Waffenlieferungen und andere militärische Unterstützung. Mehrere Nachrichtensender berichteten, dass Spezialeinheiten der USA und der ägyptischen Streitkräfte Kämpfer der libyschen Opposition ausbilden. Am 12. April 2011 bat der Rat Angaben seines Sprechers zufolge die Regierungen Frankreichs, Italiens und Katars erstmals offiziell um die Lieferung militärischer Ausrüstung. Die Regierung Katars hat die Lieferung von MILAN-Panzerabwehrraketen aus französischer Produktion an die libysche Opposition bestätigt. Zudem gab Großbritannien bekannt, „nicht-tödliche“ Ausrüstung wie Kommunikationstechnik und Schutzwesten zu liefern.

### Finanzpolitik
Der Rat bestimmte am 19. März 2011 die Filiale der libyschen Zentralbank in Bengasi zur Notenbank in den von der Opposition kontrollierten Gebieten. Die Geldmittel, die sich dort befanden, wurden beschlagnahmt. Diese Zentralbank der Aufständischen soll dem Außenhandel dienen. Es sollen Devisenreserven angelegt werden, Händler und Importeure können dort Devisenkonten eröffnen.
Mit der britischen Regierung wird mit dem Ziel verhandelt, die in Großbritannien im Auftrag der libyschen Regierung gedruckten Dinar-Banknoten im Wert von einer Milliarde zu bekommen.
Beim Treffen der von westlichen Staaten gebildeten Libyen-Kontaktgruppe Mitte April forderte der Übergangsrat eine Hilfszahlung von 1,5 Milliarden Dollar für die Grundversorgung der Bevölkerung in den von ihm kontrollierten Gebieten.

### Öl und Gas
Der Vorsitzende des Rats kündigte an, dass Länder, die den Aufstand gegen Libyens Staatschef Gaddafi nicht unterstützten, keinen Zugang zu Libyens riesigen Ölvorkommen bekämen, wenn dessen Regierung gestürzt sei. Die Führung eines Libyens nach Gaddafi werde die Ölpolitik „entsprechend der Positionen ausrichten, die die Länder gegenüber Libyen in diesen schwierigen Zeiten einnehmen“.
Der Rat versucht, das Öl der staatlichen libyschen Ölquellen zu exportieren und sich damit eine Geldquelle zu erschließen, um Waffen und Nahrungsmittel zu kaufen. Die Libya Oil Company wurde von ihm zu Ölproduktion und -verkauf ermächtigt. Während die EU-Staaten zurzeit ein Handelsembargo für Öl und Gas verhängt haben, vermarktet nun die Qatar Petroleum Company das libysche Erdöl.

## Internationale Beziehungen und Reaktionen

● Staaten, die den Nationalen Übergangsrat als einzige legitime Vertretung des libyschen Volkes anerkannt haben.
● Staaten, die einen permanenten diplomatischen Vertreter zum Übergangsrat entsandt haben, ohne diesen formal anzuerkennen.
● Staaten, die den Nationalen Übergangsrat nicht anerkennen.

### Arabische Staaten
Ägypten
Das Nachbarland Ägypten erkannte am 22. August 2011 den Nationalen Übergangsrat in Bengasi als offizielle Vertretung des libyschen Volkes an, nachdem weite Teile der Hauptstadt Tripolis von den Rebellen kontrolliert wurden.
Jordanien
Die jordanische Regierung erkannte am 24. Mai den Nationalen Übergangsrat als legitime Vertretung der libyschen Bevölkerung an und ernannte am 1. Juni einen diplomatischen Vertreter beim Nationalen Übergangsrat in Bengasi.
Katar
Das Emirat Katar hat den Übergangsrat am 28. März als „einzig legitime Vertretung des libyschen Volkes“ anerkannt.
Kuwait
Das Emirat Kuwait hat dem Übergangsrat am 24. April umgerechnet 123 Millionen Euro gespendet. Mustafa Abdel Dschalil sagte, dieses Geld werde dem Nationalen Übergangsrat helfen, einen Teil der Gehälter der Angestellten zu zahlen.
Tunesien
Am 21. August 2011 wurde per Regierungsbeschluss der Nationale Übergangsrat als offizielle Vertretung des libyschen Volkes anerkannt.
Bahrain, Irak und Oman
Am 23. August 2011 folgten auch die arabischen Staaten Bahrain, Irak und Oman mit der Anerkennung des Nationalen Übergangsrates als legitimer Vertretung des libyschen Volkes.

### Afrikanische Staaten
Gambia
Nach einer Nachricht vom 22. April 2011 hat Gambia den Nationalen Übergangsrat anerkannt. Weiter wurden sämtliche libysche Vermögenswerte, unter anderem der Dream Park, in Gambia eingefroren bzw. geschlossen. Den Mitarbeiter der libyschen Botschaft wurde eine Zeit von 72 Stunden gegeben, das Land zu verlassen. Der gambische Präsident Yahya Jammeh hatte nach einem Bericht der Frankfurter Rundschau Online vom 27. Februar 2011 die Haltung der Afrikanischen Union kritisiert. Ausgerechnet ihm als „bisherigem Freund Gaddafis“ sei der Kragen geplatzt. Am 15. August hat Gambia diplomatische Beziehungen zum Nationalen Übergangsrat aufgenommen.
Senegal
Die Regierung des Senegal erklärte am 28. Mai, dass sie den Nationalen Übergangsrat als legitime Vertretung des libyschen Volkes anerkennt, und autorisierte die Eröffnung eines Büros des Nationalen Übergangsrates in Dakar.

### Nordamerikanische Staaten
Vereinigte Staaten
Die Vereinigten Staaten von Amerika sehen in dem Rat einen wichtigen Ansprechpartner im Bürgerkrieg und haben im März 2011 Gespräche aufgenommen.
In einer gemeinsamen Stellungnahme riefen die amerikanischen Senatoren John McCain und Joseph Liebermann im April 2011 zur Anerkennung des Rates durch die internationale Gemeinschaft auf. Der Rat sei mit moderaten Politikern besetzt und habe das erstrebenswerte Ziel einer freien und demokratischen Gesellschaft. 

“If there is any hope for a decent government to emerge from the ashes of the Gadhafi dictatorship, this is it. Throwing our weight behind the transitional government is our best chance to prevent Libya’s unraveling into postwar anarchy – precisely the circumstance under which Islamist extremists are most likely to gain a foothold.”

„Wenn es eine Hoffnung darauf gibt, dass eine ehrbare Regierung aus der Asche der Gaddafi-Diktatur erwächst, so ist es (der Nationalrat). Dem Nationalrat unsere volle Unterstützung zukommen zu lassen ist die beste Chance, um zu verhindern, dass Libyen nach dem Krieg in Anarchie versinkt – dies schüfe genau die Umstände, unter denen islamische Extremisten am wahrscheinlichsten Fuß fassen können.“

Am 3. August 2011 gab die US-Regierung bekannt, eine Botschaft des libyschen Übergangsrates in Washington D.C. einzurichten. Außerdem sollen den Aufständischen 13 Millionen US-Dollar von den gesperrten Konten der libyschen Führung zur Verfügung gestellt werden. Die frühere Botschaft Libyens wurde im März 2011 geschlossen.

### Europäische Staaten
Frankreich
Die französische Regierung hat den Übergangsrat am 10. März 2011 offiziell als legitime Regierung Libyens anerkannt. Der Diplomat Antoine Sivan wurde Regierungsangaben zufolge als Botschafter nach Bengasi entsandt. Laut der deutschen Bundeskanzlerin Angela Merkel handelte es sich dabei um keine Anerkennung im Sinne des Völkerrechts.
Der französische Außenminister Alain Juppé wies den Einwand zurück, dem Rat seien ehemalige Mitglieder des Gaddafi-Regimes angehörig. In jedem Revolutionsprozess seit der Französischen Revolution bis zum Mauerfall seien Angehörige des alten Regimes unter den Revolutionären präsent gewesen. Die im Rat vertretenen ehemaligen Funktionäre des Regimes hätten sich klar von Gaddafi distanziert.
Vereinigtes Königreich
Der Sonderbeauftragte des Rates in Bengasi Mahmud Dschibril wurde am 29. März von David Cameron empfangen, dem Premierminister des Vereinigten Königreichs. Außenminister William Hague erklärte, der Rat sei ein „wichtiger und legitimer Gesprächspartner“. Großbritannien wolle Verbindungen „zu einem weiten Kreis libyscher Oppositioneller“ aufbauen.
Spanien
Die spanische Regierung erkennt den Nationalen Übergangsrat als einzige legitime Vertretung des libyschen Volkes an. Dies erklärte Außenministerin Trinidad Jiménez bei einem Besuch in Bengasi am 8. Juni 2011.
Italien
Die Regierung Italiens hat den Übergangsrat am 4. April 2011 als „einzig legitime Vertretung des libyschen Volkes“ anerkannt. Am 31. Mai eröffnete Außenminister Franco Frattini in Bengasi ein Konsulat.
Deutschland
Von deutscher Seite äußerte sich vor allem Entwicklungsminister Dirk Niebel kritisch darüber, dass ehemals führende Vertreter des Gaddafi-Regimes dem Nationalrat angehören. Die Identität und Ziele der Partner auf Seiten der libyschen Opposition seien noch nicht hinreichend bekannt. Zudem seien der ehemalige Justiz- und Innenminister in den Schauprozess um die bulgarischen Krankenschwestern verwickelt und „offenkundig für Völkerrechtsverletzungen verantwortlich“ gewesen.
Am 13. Juni verkündete Außenminister Westerwelle, dass der Nationale Übergangsrat als legitime Vertretung des libyschen Volkes von der Bundesrepublik Deutschland anerkannt sei.
Türkei
Am 4. Juli 2011 gab der türkische Außenminister anlässlich eines Besuches in der Oppositionshochburg Bengasi an, die Türkei erkenne den Übergangsrat als einzig legitime Vertretung des libyschen Volkes an.
Griechenland
Am 23. August 2011 hat auch die griechische Regierung den Nationalen Übergangsrat als einzige legitime Vertretung Libyens anerkannt.
Schweiz
Für die Schweizer Regierung ist der NTC zwar der einzige politische Ansprechpartner in Libyen, ein formaler Legitimationsakt zur Vertretung des libyschen Volks hat aber noch nicht stattgefunden und erfolgt erst mit der Etablierung einer gewählten Regierung. Dies stellt aber kein Hindernis zur Wiedereröffnung der Botschaft dar.

### Staaten des asiatisch-pazifischen Raumes
Australien
Die australische Regierung erkannte am 9. Juni 2011 den Nationalen Übergangsrat als legitime Vertretung des libyschen Volkes an.
Malediven
Die Regierung der Republik Malediven hat den Übergangsrat am 4. April 2011 als „einzig legitime Vertretung des libyschen Volkes“ anerkannt.
Volksrepublik China
Die Regierung der Volksrepublik China erklärte am 12. September 2011, sie betrachte den Nationalen Übergangsrat als legitime Regierung und Vertretung des libyschen Volkes.
Bangladesch
Am 14. Oktober 2011 erkannte Bangladesch den Nationalen Übergangsrat an und will wieder Arbeiter nach Libyen schicken.

### Internationale Organisationen
Arabische Liga
Die Arabische Liga äußerte in einer Stellungnahme den Willen zur Kooperation mit dem Nationalrat. Nach Angaben des Generalsekretärs Amr Moussa sowie des omanischen Abgesandten kommt dies einer De-facto-Anerkennung der Legitimität des Rates gleich. Sie hat Gespräche mit ihm aufgenommen.
Europäische Union
Der Europäische Rat, das Gremium der Staats- und Regierungschefs der Europäischen Union, erklärte am 11. März 2011 in einer gemeinsamen Stellungnahme, dass der libysche Übergangsrat von den europäischen Regierungen als politischer Ansprechpartner betrachtet und unterstützt wird. Es werden Gespräche geführt.
Die Hohe Vertreterin der EU für Außen- und Sicherheitspolitik Catherine Ashton besuchte Bengasi am 22. Mai und eröffnete dort ein EU-Verbindungsbüro.
Vereinte Nationen
Am 1. April besuchte der Uno-Sondergesandte Abdul Ilah al-Chatib Bengasi und traf dort mit mehreren Mitgliedern des Übergangsrates zusammen.

## Bildung einer Übergangsregierung
Nach der offiziellen Erklärung der Befreiung Libyens von der Herrschaft unter Gaddafi am 23. Oktober 2011 wurde am 31. Oktober 2011 Abdel Rahim el-Kib vom Übergangsrat mit 26 von 51 Stimmen zum neuen Chef der Übergangsregierung und damit zum Ministerpräsidenten Libyens gewählt. Am 22. November stellte el-Kib sein neues Kabinett vor, in dem ehemalige Rebellenkommandeure Schlüsselressorts erhielten.

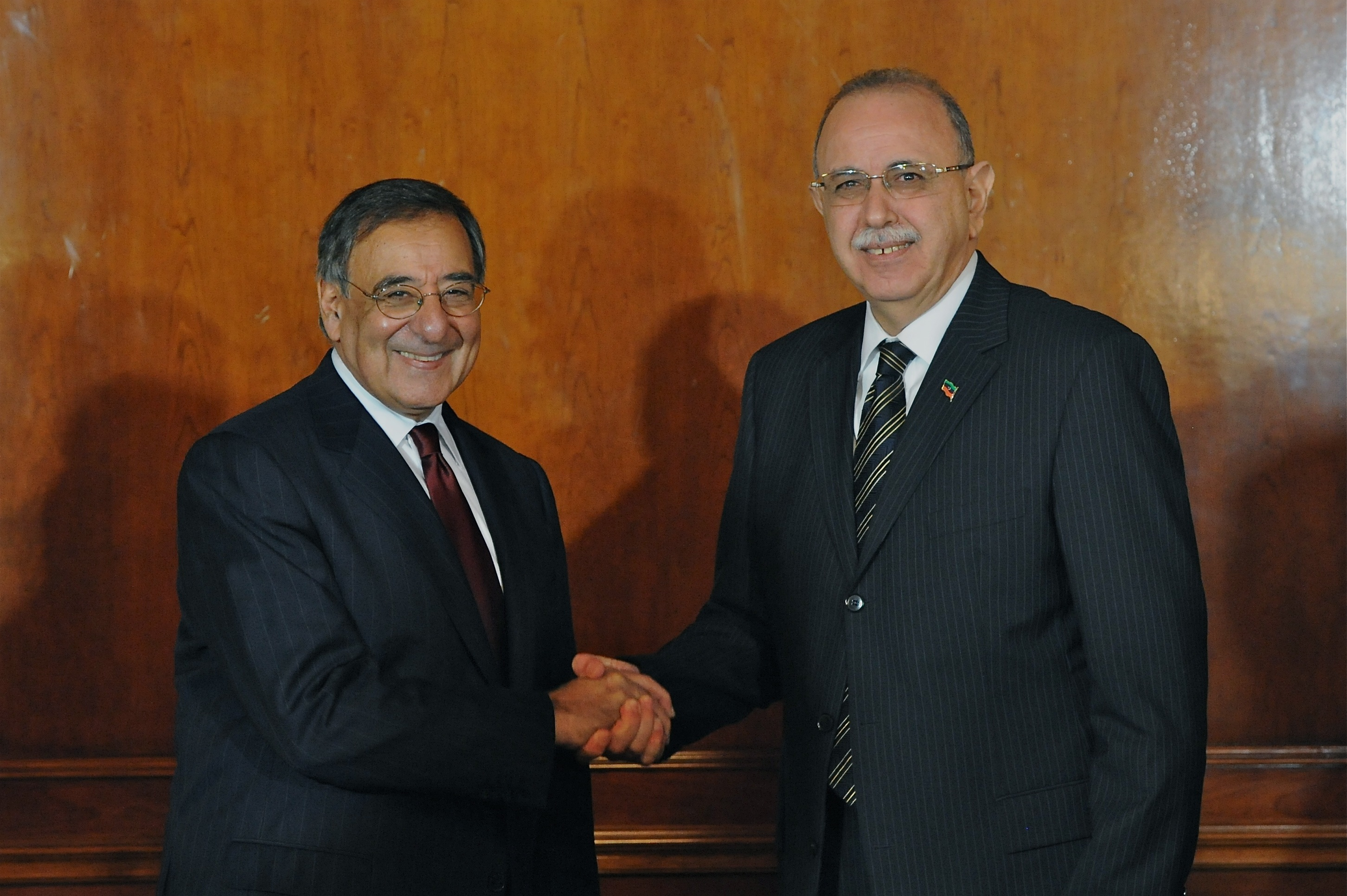
Abdel Rahim el-Kib (rechts) begrüßt US-Verteidigungsminister Leon Panetta bei einem Besuch in Tripolis

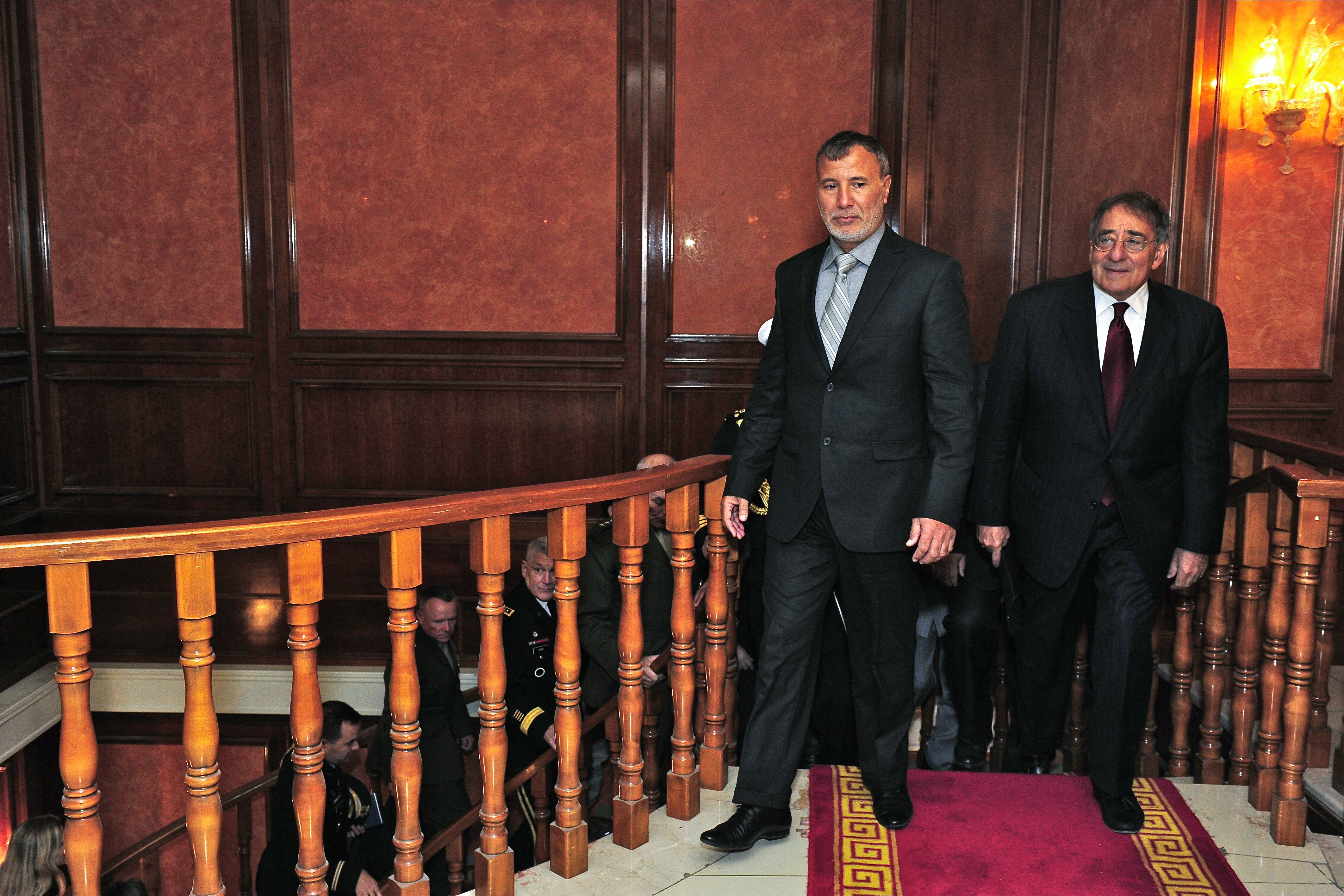
Verteidigungsminister Usama al-Dschuwaili (links) mit US-Verteidigungsminister Leon Panetta in Tripolis

| Ressort                                       | Leiter des Ressorts                      |
| --------------------------------------------- | ---------------------------------------- |
| Stellvertretender Chef der Übergangsregierung | Mustafa A.G. Abuschagur                  |
| Minister für Agrarwirtschaft                  | Abdul-Hamid Sulaiman BuFruja             |
| Minister für Arbeit                           | Mustafa Rujani                           |
| Minister des Auswärtigen                      | Aschur Bin Hajal                         |
| Minister für Bauwesen                         | Ibrahim Eskutri                          |
| Minister für Bildung                          | Sulaiman Sayeh                           |
| Minister für Elektrizität                     | Awadh Barasa                             |
| Minister für Energie                          | Awad Beroin                              |
| Minister für Finanzen                         | Hassan Siglam                            |
| Ministerin für Gesundheit                     | Fatma Hamrusch                           |
| Minister für Handel und Gewerbe               | Taher Scharkasi                          |
| Minister für Industrie                        | Mahmud Fetais                            |
| Minister des Inneren                          | Fausi Abdelal aus Misrata                |
| Minister für Investitionen                    | Ahmed Attiga                             |
| Minister für Jugend und Sport                 | Fathi Terbil                             |
| Minister für Justiz                           | Chalifa Aschur                           |
| Minister für die Kommunalregierungen          | Mohammad Hadi Haschemi Harari            |
| Minister für Kultur und Zivilgesellschaft     | Abdul Rahman Habil                       |
| Minister für Öl und Gas                       | Abdulrahman Ben Jessa (Ben Jessa)        |
| Minister für Raumordnung                      | Isa Tuwaijri                             |
| Minister für religiöse Angelegenheiten        | Hamza Abu Faris                          |
| Minister für die Märtyrer des Bürgerkrieges   | Aschraf bin Ismail                       |
| Minister für soziale Angelegenheiten          | Mabruka Dschibril                        |
| Minister für Telekommunikation                | Anwar Fituri                             |
| Minister für Verteidigung                     | Oberst Usama al-Dschuwaili aus az-Zintan |
| Minister für Wissenschaft und Hochschulen     | Naim Gheriany                            |
| Minister für Wohnungswesen                    | Ibrahim Alsagoatri                       |

## Proteste gegen den Übergangsrat
Im Dezember 2011 kam es zu Protesten gegen die Übergangsregierung. Die versprochene Schaffung demokratischer Strukturen stand zu diesem Zeitpunkt noch aus. Die Demonstranten forderten unter anderem Meinungsfreiheit.
Am 21. Januar 2012 stürmten Demonstranten den Sitz des Übergangsrates in Bengasi. Es wurden Transparenz und der Rücktritt von ehemaligen Mitgliedern der gestürzten libyschen Führung unter Muammar al-Gaddafi gefordert. Abdul Hafiz Ghoga kündigte daraufhin seinen Rücktritt an.